# 吳全城開拓記念碑
吳全城開拓記念碑1940年（昭和15年）由鹽水港製糖株式會社在吳全城農場的辦公室前廣場設立，以紀念吳全、賀田金三郎以及鹽水港製糖株式會社先後開發「吳全城」一帶之功績。

## 開墾沿革

### 清領時期
有關吳全地區的開拓紀錄始於清嘉慶17年（1812年），一開始由李享和莊找用布料向當地原住民購買土地，開拓了現今吉安鄉、壽豐鄉及花蓮市的一部份，其中也包含吳全地區但只有小規模的農牧活動。而在道光4年（1824年），開墾的漢人們因遭受撒奇萊雅族（Sakiraya）的攻擊而放棄耕地，逃難到南勢一帶（今吉安鄉）。隔年（1825年），淡水首富吳全與蔡伯玉自噶瑪蘭（宜蘭）招募2,800名漢人到花蓮溪口，一路步行至現今的吳全社區一帶，之後向李享、莊找交易土地並開墾荒地。
由於附近是木瓜社的獵場，於是吳全等人為防範木瓜社的侵襲，搬運附近的大型石塊再堆砌城牆，作為防護設施，而這地區也因此被後人稱為「吳全城」。但開拓的民眾因水土不服，再加上吳全罹患疾病過世以及原住民的侵擾，人們漸漸的離開，也使得土地變回原本的荒地。

### 日治時期
明治32年（1899年），日本企業家賀田金三郎獲得總督府許可，成立「賀田組墾殖會社」，進入吳全城開墾花蓮港至臺東之間的加禮宛（今新城鄉一帶）、吳全城、馬里勿、大埔尾、加路蘭（今臺東市附近）原野。:411
除了開墾土地，賀田組也跨足經營運輸、郵遞、金融、製糖、製樟腦等事業，在新城到壽豐一帶經營蔗糖與樟腦產業，吳全城至鳳林則以甘蔗等經濟作物為主。賀田金三郎進入吳全城後將清領時期荒廢的土地與建築全面夷平翻墾，以種植蔗糖、建築製糖工場與員工宿舍，故目前位於志學的吳全城幾乎看不見清代開墾遺跡。
明治37年（1904年），賀田金三郎在吳全城設立賀田組農場，而後生產赤糖運銷日本，成為花蓮製糖之始。:411為了肯定以賀田金三郎為首的賀田組多年來在吳全城從事拓殖事業，因此吳全城後來改名為「賀田村」，:412鄰近的「知伯驛」車站也於大正7年（1918年）更名為「賀田驛」，也就是今天的志學火車站，以紀念賀田組的付出。:411
在開墾人員方面，除了指定客家人為漢人佃農，賀田金三郎也招募日本北海道的移民前來開墾，因此在花東地區形成日本移民村。然而賀田組的開拓事業並無預期般地順利，原因之一就在於勞力問題。賀田組所雇用的原住民勞動力因坐臥無常而難以使役，而來自日本的移民又因為不適應台灣的氣候、瘧疾，再加上不時遭受木瓜社原住民攻擊，因此兩者開發成效不及預期。賀田組也曾由鹽水港支廳，或是新竹、宜蘭一帶引入較為熟悉臺灣水土環境與較不恐懼原住民的漢人，但仍未獲得具體成效，因此在衡量各項因素後，不得不修改事業方針。:412
明治43年（1910年）10月，賀田金三郎與荒井泰治等人合組「臺東拓殖合資會社」，延續賀田組的事業，大正3年（1914年）7月又與「鹽水港製糖」合併，以開發東臺灣花蓮港一帶。:412
昭和15年（1940年），鹽水港製糖株式會社在其位於賀田村（吳全城）的辦公室前廣場建立開拓記念碑，用以紀念吳全、賀田金三郎與鹽水港製糖株式會社先後開發吳全城的功績。:412

## 碑文內容

### 原文
「開拓記念碑
嶮山怒濤ニ阻マレタル花蓮港平野ノ
開拓ヲ企テシ者前ニ呉全後ニ賀田金
三郎ノ兩者アリ而モ蕃害ト瘴癘トニ
難シテ其業成ルニ至ラス乃塩水港製
糖會社之ヲ繼承シ篤農大槻幸之助君
ヲシテ任ニ當ラシム爾来内地人ヲ移
殖シ本島人高砂族ヲ愛撫使役シテ大
ニ農耕ヲ興シ專ラ意ヲ灌漑排水施肥
駆蟲ニ用ヒ最モ蕃害惡疫ノ防衛ニ力
メ遺寶年ト與ニ収ムルテ得テ遂ニ萬
頃ノ蔗葉風ニ薫ルノ今日アルヲ致シ
花蓮港発展ノ基ヲ成ス因テ碑ヲ建テ
創業當時ノ氣魄ヲ稱ヘテ疫ニ罹リ害
ニ遇ヒテ職ニ殉セシ者ノ霊ヲ慰ノ遺
蹟ヲ千古ニ傳フ
昭和十五年九月二十四日建
塩水港製糖株式會社」——潘繼道，〈花蓮地區日治時期慰靈碑遺跡初探〉，《臺灣文獻》，第六十一卷第一期。

### 翻譯
「圖謀開拓被險山怒濤所阻隔的花蓮港平原者，前有吳全，後有賀田金三郎兩位，但因遭受蕃害與瘴癘之阻撓，以致開拓事業無法達成。鹽水港製糖會社繼承其遺志，由熱愛農業的大槻幸之助擔當此重任，自那時候起將內地人（日人）移民進來，並疼惜地驅使本島人及高砂族，大興農耕，專心致力於灌溉、排水、施肥、驅蟲，尤其更致力於防範蕃害、惡疫，而能逐年蒙受此寶藏（遺寶、土地），終於在今日得以聞到萬頃蔗園隨風飄香，奠定花蓮港發展之根基。因此，特建此碑，以稱讚創業當時之氣魄，並安慰罹患惡疾、遭蕃害殉職之英靈，並將此拓荒事蹟永傳千
古。」——潘繼道，〈花蓮地區日治時期慰靈碑遺跡初探〉，《臺灣文獻》，第六十一卷第一期。

## 外觀特徵
開拓記念碑的碑石由一整塊的「巨型大理石」切割而成，其石體厚度約40 公分，面寬達150 公分，高為216 公分。基石的基座其主要構造是以粒徑30公分以上，形狀堅挺的「大石」亂砌而成，基石的高度約127公分，而基石的上下為混凝土版。在中央平臺上，還有高、矮兩種造型的混凝土敦柱，高的有6座；矮的有4座，總共10座。基礎的外緣面闊11.27 公尺、9.24 公尺，主要是以粒徑20~26 公分、圓潤的卵石推疊而成。

## 文化資產
作為日治時期保留至今，此筆土地在台糖之管轄範圍，在2012年10月30日花蓮縣政府依「花蓮縣文化資產審議委員會第一類組委員會101年度第二次決議」，公告「吳全城開拓記念碑」為古蹟，並於同日函報文化部備查。成案後遭遇台糖反對，指出被列為古蹟的範圍不符合比例原則，原址及面積本來只有128.8坪，花蓮縣政府卻將原址週遭屬於台糖的4筆土地，一起劃定為古蹟範圍，使得古蹟的面積擴增到552坪，因此展開行政官司，在台北高等法院法官多次實地調查後，發現附近有延展的砌石牆，還有步道的建設，可以斷定原本的古蹟範圍是一個整體的設計，且台糖對附近土地並沒有做建置或整頓，因此本次訴願遭判決駁回；本件文化資產保存爭訟事件終告塵埃落定。

### 困境
儘管在2012年被列為古蹟，吳全城開拓記念碑仍頹立在一片荒煙漫草中，時任壽豐鄉長張懷文多次向台糖呼籲將盡更多土地撥予縣政府，希望運用周邊土地做為公園和長照機構，使記念碑周遭成為地方中心，具有觀光和文化價值；且呼籲文化部正視吳全城開拓記念碑的維護並盡速動工，台糖花蓮區處則表示，台糖國營企業受立法院監督，依規定不可無償撥用，年租金以每平方公尺申報地價10％計算，包含記念碑及周邊面積近二分地，年租約二萬餘元，但行政機關租用可以再打八五折，縣政府則表示沒有多餘經費維持，因此無權管理使用周邊土地。

### 爭議
吳全城開拓記念碑是以漢人開拓角度記載，並未提及原住民族的立場。國立東華大學族群關係與文化學系副教授林素珍表示：「原住民生活領域被侵占，對於採行輪耕的生活方式被視為「『盤踞在東部，任由土地荒蕪的無所生產者」』。此類碑文在阿美族的領域，族人既無法對殖民統治治者在戰爭中摧毀家園的行徑控訴，又無法以阿美族的立場詮釋在殖民侵略中失去家園的傷痛」。

### 文資價值
1. 與吳全地區發展歷史相關，見證該地拓墾與製糖產業發展之重要記念物，具歷史文化價值。
2. 與吳全、賀田金三郎與鹽水港製糖株式會社等開拓團體有密切相關。
3. 其碑體有稀少性，不容易再現，且碑體具有完整性。[12]